# Vitagraphe
Le Vitagraphe est un combiné de caméra et de projecteur, construit par la société française, Clément et Gilmer, en 1922, et il servit donc l'essor du cinéma sonore.